# Роман (митрополит Литовский)
Митрополит Роман — митрополит Литовский (1355—1362).
По свидетельству Рогожского летописца, совместившего фрагменты истории Романа и предыдущего митрополита Феодорита, сын тверского боярина монах Роман из Литвы в 1352 году отправился в Константинополь, но поставление его в митрополиты совершил патриарх Тырновский. Роман не был принят киевлянами и в 1354 году был в Константинополе, где и он, и московский кандидат епископ Владимирский Алексий, получили от патриарха утверждение в качестве митрополита Руси. Иоанн Мейендорф убедительно показал, что посвящение Романа произвёл патриарх Каллист, сменивший Филофея на рубеже 1354—1355 годов. Связь Романа с Болгарией свидетельствует о вероятности поставления Романа Тырновским патриархом, вскоре утверждённого Каллистом. 17 августа 1355 года митрополит Роман поставил свои подписи (греч. 'Ο Λιτβών μητροπολίτης και ύπέρτιμος 'Ρωμαυός) под договором императора Иоанна V и царя Иоанна-Александра Болгарского о браке их детей и под актом собора, утверждавшего этот договор. О роли Романа в переговорах Византии с Болгарией свидетельствует шестое место после патриарха в ряду подписавших соборный акт. Подпись митрополита Руси Феодула (греч. 'Ο Ρωσίου μητροπολίτης και ύπέρτιμος Θεόδουλος) стоит на 12-м месте.
Между Романом и Алексием возник спор за Киев, и в 1356 году они оба приезжали в Константинополь. Патриарх Каллист закрепил за Романом Литву и Малую Русь, но Роман утвердился и в Киеве. В русских летописях сообщается, что митрополит Алексий в 1358 году приезжал в Киев, был здесь арестован, но смог сбежать в Москву. В 1360 году Роман приезжал в Тверь. К этому времени в составе литовско-русской митрополии находились Полоцкая, Туровская, Владимирская, Перемышльская, Галицкая, Луцкая, Холмская, Черниговская, Смоленская, Брянская и Белгородская епархии. Претензии митрополита Киевского и всея Руси Алексия к митрополиту Литовскому Роману разбирались на константинопольском соборе в июле 1361 года, закрепившем за Романом западные епископии Литвы (Полоцкое, Туровское и Новогрудское епископства) и епархии Малой Руси. Спор Романа с Алексием за Киев закончился со смертью Романа в 1362 году и ликвидацией Литовской митрополии с передачей её митрополиту Киевскому и всея Руси Алексию.